# دون ستارك
دون ستارك (بالإنجليزية: Donald Stark)‏ هو مغني ومخرج وممثل أمريكي، ولد في 5 يوليو 1954 بنيويورك في الولايات المتحدة.

## أعمال

### مسلسلات
- عرض السبعينات ذاك

## وصلات خارجية
- دون ستارك على موقع IMDb (الإنجليزية)
- دون ستارك على موقع إن إن دي بي (الإنجليزية)
- دون ستارك على موقع قاعدة بيانات الفيلم (الإنجليزية)